# Пётр Мстиславец
Пётр Тимофеевич Мстиславец, также Пётр Тимофеев (бел. Пётр Цімафеевіч Мсціславец: первая пол. XVI века, Мстиславль, Великое княжество Литовское — умер после 1577, место смерти — Острог) — один из первых восточнославянских книгопечатников, ближайший сподвижник Ивана Фёдорова, вместе с которым принадлежит к числу первопечатников Москвы, Заблудова и Острога. Также обустроил Типографию братьев Мамоничей в Вильне.

## Биография

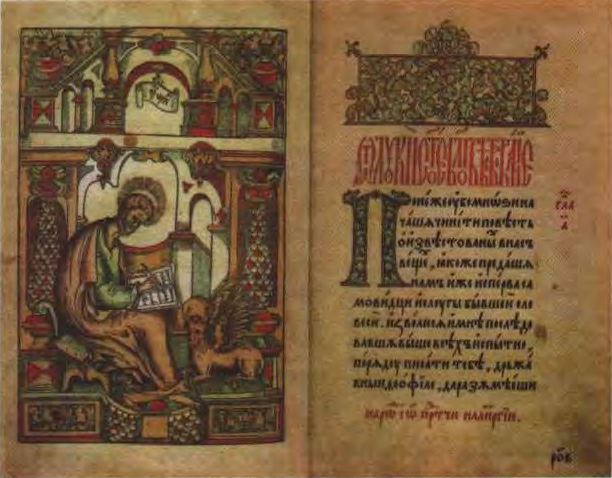
Евангелие. 1575 год

Родился в городе Мстиславле (ныне Беларусь, тогда Великое Княжество Литовское). В литературных источниках отсутствуют достоверные сведения о его жизни до 1564 года, когда он вместе с Иваном Фёдоровым напечатал на Московском печатном дворе первую точно датированную русскую печатную книгу — «Апостол», а в 1565 году — два издания «Часовника».
После второго издания по неизвестным причинам обоим первопечатникам пришлось покинуть Москву. Они основали типографию в Заблудове, в имении гетмана литовского и ревнителя православия Григория Ходкевича, где в 1569 году выпустили «Учительное Евангелие».
После этого Пётр Мстиславец расстался с Иваном Фёдоровым. Он переехал в Вильну, где при помощи богатых горожан Ивана и Зиновия Зарецких, а также православных купцов Кузьмы и Луки Мамоничей создал новую типографию. Там он выпустил три книги — «Евангелие» (1575 год), «Псалтирь» (1576 год) и «Часовник» (между 1574 и 1576 годами). Эти издания напечатаны с киноварью, крупной уставной азбукой великорусского почерка, в которую по требованиям местного произношения были введены юсы (буквы древнерусского алфавита, обозначавшие носовые гласные звуки). Эта азбука стала началом так называемых евангельских шрифтов, которые в последующей церковной печати устраивались по её образцу. Книги были богато оформлены, напечатаны на хорошей бумаге, крупным шрифтом, с орнаментом и гравюрами, украшены ягодами, лопнувшими гранатовыми яблоками, шишками, извивающимися стеблями.

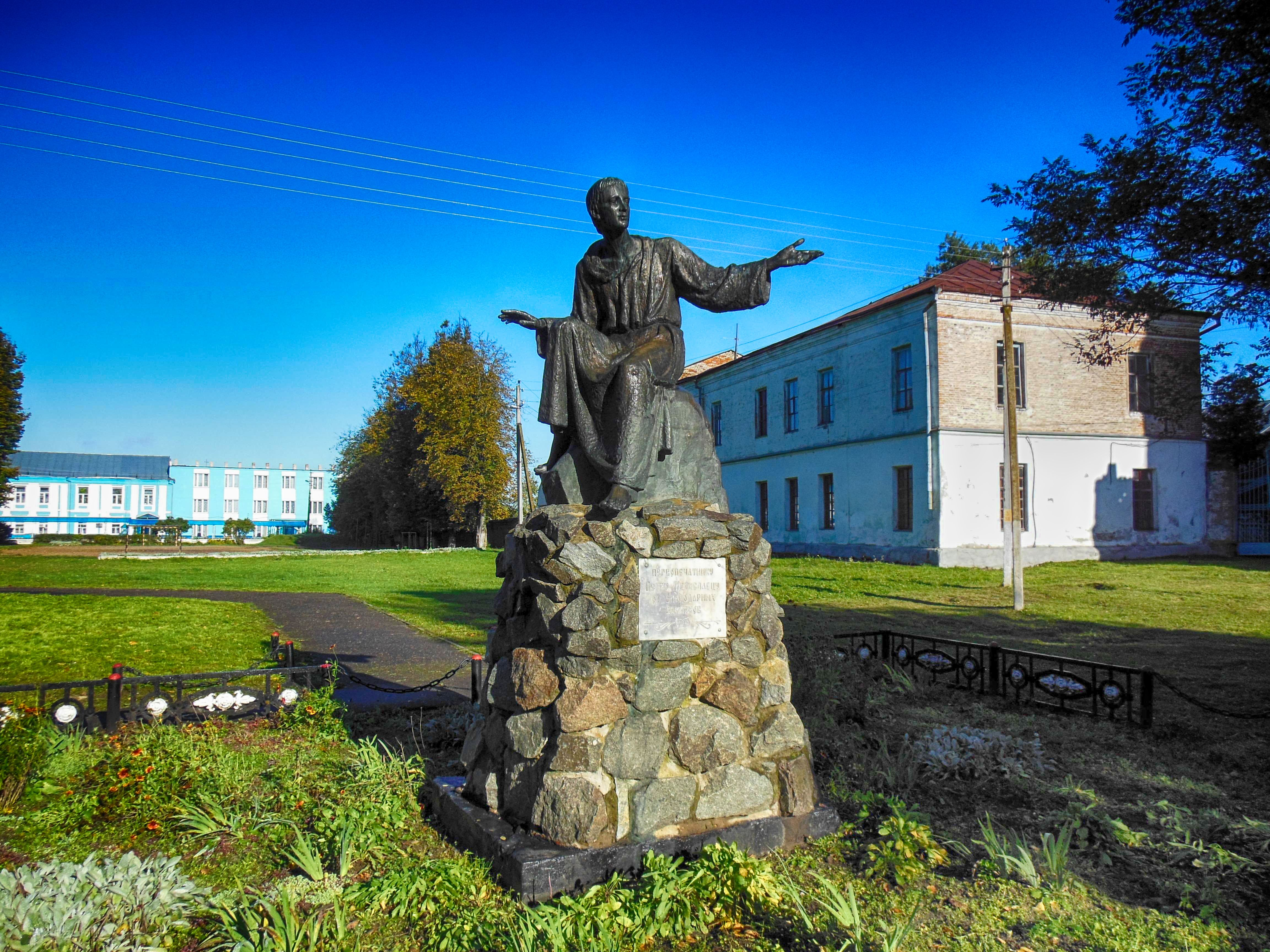
Памятник Петру Мстиславцу в Мстиславль (1986 год)

В 1576 году королём стал ярый католик и покровитель иезуитов Стефан Баторий. Разногласия Пётра Мстиславеца и Мамоничей привели к разрыву и тяжбе в Виленском городском суде, который в марте 1576 года постановил отдать нераспроданные экземпляры изданий Мамоничам, а типографское оборудование, включая шрифт, — Мстиславцу. Постановление суда так и не было выполнено и в 1577 году суд повторил решение, да ещё и назначил штраф. Типография была опечатана и не работала.
О дальнейшей деятельности Петра Мстиславца сведений не сохранилось. Его виленским шрифтом в Остроге были напечатаны в 1594 году «Книга о постничестве» Василия Великого и «Часослов» в 1602 году, а также 1598 году титульный лист «Азбуки», но сам ли он работал над книгами, или это сделали его ученики, неизвестно.

## Память
- Именем Петра Мстиславца названы улицы в Мстиславле и Минске.
- Памятник Петру Мстиславцу в Мстиславль (1986 год), установлен около иезуитского костёла.
- Памятник Петру Мстиславцу в Мстиславль (2001 год), установлен на центральной площади. Авторы — скульпторы Александр Ботвинёнок и Александр Чигрин, архитектор Юрий Казаков.